# Virregnat del Riu de la Plata
El Virregnat del Riu de la Plata (castellà, Virreinato del Río de la Plata), establert en 1776, va ser l'última divisió administrativa de l'Imperi Espanyol durant la colonització d'Amèrica. Va integrar els territoris de les governacions de Buenos Aires, Paraguai, Tucumán, Santa Cruz de la Sierra i els corregiments de l'Alt Perú i Cuyo, que en l'actualitat són part de les repúbliques de l'Argentina, Uruguai, Paraguai, Bolívia, el sud del Brasil i possiblement una franja de la costa tropical de Xile (no acceptat per la historiografía xilena). A més, va incloure nominalment les illes de Fernando Poo (avui Bioko) i Annobón de l'actual Guinea Ecuatorial a l'Àfrica, que van ser cedides per Portugal el 1777, tot i que va fallar l'intent de colonitzar-les. La Revolució de Maig el 1810 (precedida per les revolucions de Chuquisaca i La Paz de 1809) va posar fi a la seva unitat i va culminar amb la segregació d'aquelles terres del poder espanyol. Es va dissoldre l'any 1814 en les Províncies Unides del Riu de la Plata (avui Argentina, Uruguai i el departament bolivià de Tarija), Paraguai i una petita part del sud del Brasil.
Va ser creat pel rei Carles III per motius de seguretat i així evitar l'avanç de les tropes portugueses i britàniques que volien conquistar les terres. De fet, l'actual ciutat uruguaiana de Colonia del Sacramento (1680), situada sobre la costa nord-est del Riu de la Plata, va ser fundada per Portugal i va albergar als seus exèrcits durant la contesa contra Espanya.
Pedro de Ceballos va ser l'encarregat per part de la Corona per tal de crear el virregnat amb seu a Buenos Aires, per a tal finalitat va prendre la Reial Cèdula de Sant Ildefons l'1 d'agost de 1776. Se li enviava amb la intenció de "prendre satisfacció dels portuguesos pels insults comesos al Riu de la Plata", de manera que la seva administració sobre el territori platenc i les ciutats de Cuyo incorporades tindrien, en principi, un fort caràcter militar. En aquest moment inaugural el Virregnat del Riu de la Plata va incloure a tot el territori que actualment formen els estats de Rio Grande del Sur (anomenat pels espanyols Riu Gran de San Pedro), Santa Catarina i àmplies zones què, en l'actualitat, són part de Paraná i Mato Grosso del Sur. Ceballos va iniciar la seva campanya intentant portar el límit dels territoris portuguesos a l'est de la Línia de Tordesillas i per això els va desallotjar de les places de Colonia del Sacramento, Rio Grande i la població de Nuestra Señora del Destierro a l'illa Santa Catarina.
L'enorme superfície que conformava el Virregnat del Perú dificultava les tasques del govern i, per aquest motiu, es va segregar del seu territori el Virregnat del Riu de la Plata. Altres motius que van influir en la decisió d'efectuar aquesta separació van ser:
- Els avanços dels anglesos.
- La pressió dels portuguesos sobre Colonia del Sacramento i tota la Banda Oriental així com tots els altres territoris limítrofs entre hispans i luso-brasilers.
- La creixent importància que anava cobrant Buenos Aires com a centre comercial.
- La importància del Riu de la Plata com a entrada al continent i la defensa dels ports de Buenos Aires i Montevideo.
- Les successives expedicions angleses i franceses sobre les costes patagóniques que pretenien controlar aquestes zones.

## Virreis del Riu de la Plata
| Casa Reial.                                                                 | Rei d'Espanya. | Virrei. |
| --------------------------------------------------------------------------- | --- | --- |
| Casa de Borbó.                                                              | Carles III. (1759-1788)                                                                                            | - 1777-1778 Pedro de Cevallos. (Com a Virrei provisional) - 1778-1783 Juan José de Vértiz i Salcedo. - 1783- ------ Nicolás del Campo i Rodríguez de Salamanca. (Marquès de Loreto) |
| Casa de Borbó.                                                              | Carles IV. (1788-1808) Ferran VII. (Març 19 de 1808 - Maig 6 de 1808) Carles IV. (Maig 6 de 1808 - Juny 6 de 1808) | - ------ -1789 Nicolás del Campo i Rodríguez de Salamanca. - 1789-1794 Nicolás de Arredondo. - 1794-1797 Pedro de Melo de Portugal i Villena. - 1797-1799 Antonio Olaguer Feliú. - 1799-1801 Gabriel de Avilés i del Fierro. (Marquès de Avilés) - 1801-1804 Joaquín del Pino i Rozas. - 1804-1807 Rafael de Sobremonte. (Marquès de Sobremonte) - 1807- ------ Jacques Antoine Marie de Liniers et Bremond. (Santiago de Liniers i Bremond) (Comte) |
| Bonaparte (Junta Suprema Central i Consell de Regència d'Espanya i Indies). | Josep I (1808-1813)                                                                                                | - ------ -1809 Jacques Antoine Marie de Liniers et Bremond. - 1809-1810 Baltasar Hidalgo de Cisneros. - 1810-1811 Francisco Javier de Elío |
| Casa de Borbó.                                                              | Ferran VII. (1813-1833)                                                                                            | Durant aquest període, deixem d'existir els virreis ja que després de la Revolució del 25 de maig de 1810 s'inicia una nova forma de govern. La Primera Junta i els altres governs administraren les Províncies Unides del Riu de la Plata que havien succeït al Virregnat del Riu de la Plata al substituir a Cisneros. El virregnat va continuar a Montevideo, Paraguai i l'Alt Perú (Bolívia) fins que va caure en poder de Buenos Aires. El juliol del 1825 el rei Ferran VII va nomenar virrei del Riu de la Plata a Pedro Antonio de Olañeta, però aquest havia mort tres mesos abans a la batalla del Tumusla (Bolívia). |